# Duncan Haldane
Frederick Duncan Michael Haldane (n. 14 septembrie 1951, Londra, Anglia, Regatul Unit) este un fizician britanic, profesor la Universitatea Princeton din SUA. Este laureat al premiului Nobel pentru Fizică 2016, împreună cu David J. Thouless și John M. Kosterlitz.